# Außenluftdurchlass
Ein Außenluftdurchlass (ALD) ist ein Einbauteil, welche nicht mit dem Luftleitungsnetz eines Gebäudes verbunden ist und beispielsweise in Wänden, Fensterlaibungen oder auch Rollladenkästen eingebaut werden kann. Sie stellen nach Planung und Dimensionierung eine Perforation der Gebäudehülle dar und ermöglichen die passive Lüftung mit einer definierte Luftmenge in die lüftungstechnische Einheit (z. B. Wohneinheit).
Eine scharfe Trennung zwischen Fensterfalzlüftern und ALD ist nicht immer möglich; ALD weisen jedoch meist einen höheren Volumenstrom auf und können Anforderungen an den Schall- und Wärmeschutz erfüllen. ALD können als Lüftungsunterstützung (Natürliche Lüftung) oder in Verbindung mit Abluftventilatoren (Maschinelle Lüftung) verwendet werden.